# Orde del Dos de Maig
L'Ordre del Dos de Maig és una de les distincions més altes que concedeix la Comunitat de Madrid, i té un únic grau: Gran Creu. Va ser creada mitjançant el Decret 91/2006, de 2 de novembre, i actualment és regulada al Títol II de la Llei 2/2024, de 22 d'abril2, per la qual es regulen les Distincions Honorífiques de la Comunitat de Madrid.
La Gran Creu de l'Ordre del Dos de Maig s'atorga a les persones físiques o jurídiques, institucions nacionals i estrangeres, i grups o altres entitats, per actes o serveis rellevants per als ciutadans, principalment en l'àmbit de la Comunitat de Madrid, i en general per la seva contribució al progrés polític, econòmic, cultural o social de la Regió.
En cas de persones jurídiques, la condecoració adopta la forma de Placa d'Honor. Així mateix, en el cas de grups o altres entitats, correspon al titular de la Presidència de la Comunitat de Madrid decidir sobre la forma de materialització de la distinció (v. gr., alguna vegada s'ha fet enviament de diplomes personalitzats als condecorats).

## Gran creu de l'Ordre del Dos de Maig
El 2024
- Elena Huertas Zurita i Octavio Torres Román.
- Fernando Eugenio Martín Pozueco, Cap 1r de l'Exèrcit de Terra.
- Nieves Álvarez García.
- Rodolfo Fernández Ferrés (Rudy Fernández).
- Constantino Mediavilla Fernández.
- A l'agent de la Guàrdia Civil José Antonio Rosa Alcocer, a títol pòstum.

En 2023
- Als obrers de la construcció de la Comunitat de Madrid, en reconeixement de la seva tasca imprescindible i un paper determinant en el desenvolupament econòmic i social de la regió.
- Als nens ucraïnesos de les escoles de la Comunitat de Madrid, víctimes de l'exili forçós després de la invasió del seu país per Rússia el febrer del 2022.
- Daniel Martín García "Dani Martín".

El 2022
- Als agents de la Guàrdia Civil i de la Policia Nacional desplegats a Ceuta i Melilla, per a la vigilància de la frontera, a títol col·lectiu.
- Fernando Savater.
- A tots els joves de la Comunitat de Madrid que el curs 2020-2021 van estar escolaritzats des de 3r de l'ESO a 2n de Batxillerat i en Formació Professional de Grau Bàsic i Mitjà, així com als d'Educació Especial, pel seu comportament durant la pandèmia del COVID 19. Es va enviar diploma a cadascun.

El 2021
- Als nens de la Comunitat de Madrid, pel seu comportament durant la pandèmia del COVID 19. A la pràctica, es va enviar diploma als estudiants de segon Cicle d'Educació Infantil, Educació Primària i 1r i 2n curs d'Educació Secundària Obligatòria, així com a tots els nens de Centres d'Educació Especial des dels 6 als 13 anys.9

El 2020
- Rafael Nadal Parera.

El 2019
- Fuencisla Clemares, directora general de Google a Espanya i Portugal.

El 2018
- Al Cos de la Policia Municipal de lAjuntament de Madrid.

El 2017
- Lorenzo Manuel Silva Amador

- Jesús Vaquer Crespo, metge

El 2016
- Rafael Matesanz Acedos, metge i creador de l'Organització Nacional de Trasplantament

En 2015
- Jaime Lissavetzky, polític
- César Alierta Izuel, empresari i advocat, president executiu de Telefónica
- Antonio Fernández Resines, actor
- Julio Aparicio Martínez, torero
- Felipe Reyes Cabanas, jugador de bàsquet
- Javier Fernández López, patinador
- Lorenzo Caprile y Lucientes, dissenyador de moda
- Aída Gómez Aguado, ballarina i coreògrafa
- Jesús Núñez Velázquez, fundador i president de la Universidad Alfonso X el Sabio
- Carmen Peña López, presidenta de la Federació Internacional Farmacèutica
- Hospital Universitari La Paz
- Hospital Universitari Puerta de Hierro
- Mútua Madrileña
- Mahou

En 2014
- Ángel García Rodríguez, sacerdot catòlic, fundador i president de l'ONG Mensajeros de la Paz i de l'Asociación Cruz de los Ángeles
- David Muñoz, cuiner
- José Luis Gómez, director teatral
- Pedro Guillén, metge i fundador de la Clínica CENTRO
- Fundació Juan March
- Hotel Ritz (Madrid)

En 2013
- Joaquín Poch Broto, president de la Reial Acadèmia Nacional de Medicina
- Alfonso Ussía, periodista i escriptor
- Enrique Cornejo, empresari teatral
- Víctor Ullate, dansaire i coreògraf
- Carmen Díez, pianista
- Ignacio Vicens, arquitecte
- Los Secretos, conjunt musical
- Escolania del Reial Monestir de San Lorenzo del Escorial

En 2012
- José María Álvarez del Manzano, antic alcalde de Madrid
- Juan Barranco, ídem
- Inés Sabanés, antiga diputada regional de Madrid
- Salvador Santos Campano, empresari
- Tony Leblanc, actor
- Santiago Segura, actor i director
- José Miguel Arroyo Delgado, torero
- Miguel Zugazael, historiador
- Rémy Robbinet-Duffo, fundador de l'OPCE
- Tomás Marco, compositor i violinista
- Fernando García de Cortázar, historiador
- Manuel Sainz de Vicuña president de la Real Hermandad del Refugio y Piedad
- Club Liberal 1812
- Manuel Fraga, polític, diplomàtic i professor de Dre (A títol pòstum)
- Jesús del Pozo, dissenyador de moda (A títol pòstum)
- Soledad Mestre, antiga delegada del Govern a Madrid (A títol pòstum)

En 2011, per Decret 23/2011, publicat al BOCM del 29 d'abril
- Vicente del Bosque, entrenador y seleccionador de fútbol[5]
- Mariano Barbacid Montalbán, bioquímic.
- Juan Ignacio Cirac Sasturain, físic.
- Francisco Daurella Franco.
- Victorino Martín Andrés, ramader
- Enrique Morente Cotelo, cantaor flamenc, a títol pòstum.
- Florentino Pérez Rodríguez, President de l'empresa ACS, President del Real Madrid C.F.
- Ángel del Río López, cronista de la ciutat de Madrid.
- Francisco Rodríguez Adrados, filòleg
- José Tomás Román Martín, torero.
- Baronessa Carmen Thyssen-Bornemisza
- Juan Miguel Villar Mir, president de l'empresa OHL, marquès de Villar Mir.

En 2010, per Decret 23/2010, publicat al BOCM del 29 d'abril
- Alberto Contador Velasco, ciclista
- Bruno Delaye, ambaixador de França a Espanya
- María Isabel Falabella García.
- Manuel Jiménez de Parga Cabrera
- Lina Morgan, actriu.
- Nicolás Redondo Urbieta
- José Antonio Segurado García.

En 2009,
- Ion de la Riva Guzmán de Frutos, ambaixador d'Espanya a l'Índia i creador de Casa Asia.
- Pedro Rodríguez-Ponga y Ruiz de Salazar, degà de la Borsa de Madrid.
- Elio Berhanyer, disseñnyador.
- Olvido Gara, Alaska, cantant i empresària.

En 2008,
- Manuel Santana, tenista.
- Lucio Damián Blázquez, restaurador.
- José Luis Ruiz Solaguren, restaurador.
- Jesús María Oyarbide, restaurador, a títol pòstum.
- Rafael del Pino y Moreno, empresari.
- Miguel de la Quadra-Salcedo, aventurer.
- Ángel Nieto, campió del món de motociclisme.

En 2007,
- Concha Sierra, advocada, membre del Consell Assessor de l'Observatori Regional contra la Violència de Gènero de la Comunitat de Madrid.
- Carlos Payá Riera, president de Creu Roja de Madrid.
- Alfredo Landa, actor.
- Francisco Fernández Ochoa, esportista, a títol pòstum.